# Frenillo del labio inferior
El frenillo del labio inferior ([TA]: frenulum labii inferioris) es uno de los diversos frenillos ubicados dentro de la cavidad oral. Su función es la de sostener el labio inferior.
- Datos: Q8962811